# ハンガリアン・グランプリ
ハンガリアン・グランプリ（Hungarian Grand Prix）は、ハンガリー・ブダペストで開催されているWTAテニストーナメントである。大会名が頻繁に変更されるが、現在は7月にクレーコートで行われている。

## 大会名の変遷
- ブダペスト・オープン（Budapest Open）: 1993年
- ロット・オープン（Lotto Open）: 1996年–1998年
- ウェステル900オープン（Westel 900 Open）: 1999年–2000年
- コロロテックスGP（Colorotex GP）: 2001年
- ブダペスト・オープン（Budapest Open）: 2002年
- ティプミックス・グランプリ（Tippmix Grand Prix）: 2003年–2006年
- ブダペスト・グランプリ（Budapest Grand Prix）: 2007年–2008年
- GDFスエズ・グランプリ（GDF Suez Grand Prix）: 2009年–2010年
- ポリファルベ・ブダペスト・グランプリ（Poli-Farbe Budapest Grand Prix）: 2011年
- ブダペスト・グランプリ（Budapest Grand Prix）: 2012年-2013年
- ヨーロッパ・テニスセンター・レディスオープン（Europe Tennis Center Ladies Open）: 2016年
- ハンガリアン・レディスオープン（Hungarian Ladies Open）: 2017年-2019年
- ハンガリアン・グランプリ（Hungarian Grand Prix）: 2021年-

## 大会歴代優勝者

### シングルス
| 年            | 優勝者                         | 準優勝者                       | 決勝結果          |          |
| ------------- | ------------------------------ | ------------------------------ | ----------------- | -------- |
| 1993年        | ジーナ・ガリソン               | サビーネ・アペルマンス         | 7–5, 6–2          |          |
| 1994年-1995年 | 開催なし                       | 開催なし                       | 開催なし          | 開催なし |
| 1996年        | ルクサンドラ・ドラゴミル       | メラニー・シャネル             | 7–6(6), 6–1       |          |
| 1997年        | アマンダ・クッツァー           | サビーネ・アペルマンス         | 6–1, 6–3          |          |
| 1998年        | ビルヒニア・ルアノ・パスクアル | シルビア・ファリナ・エリア     | 6–4, 4–6, 6–3     |          |
| 1999年        | サラ・ピトコフスキ             | クリスティナ・トレンス・バレロ | 6–2, 6–2          |          |
| 2000年        | タチアナ・ガルビン             | クリスティ・ボーグルト         | 6–2, 7–6(4)       |          |
| 2001年        | マグダレナ・マレーバ           | アンネ・クレマー               | 3–6, 6–2, 6–4     |          |
| 2002年        | マルチナ・ミュラー             | ミリアム・カサノバ             | 6–2, 3–6, 6–4     |          |
| 2003年        | マギ・セルナ                   | アリシア・モリク               | 3–6, 7–5, 6–4     |          |
| 2004年        | エレナ・ヤンコビッチ           | マルチナ・スーハ               | 7–6(4), 6–3       |          |
| 2005年        | アンナ・スマシュノワ           | カタリナ・カスタノ             | 6–2, 6–2          |          |
| 2006年        | アンナ・スマシュノワ           | ルルド・ドミンゲス・リノ       | 6–1, 6–3          |          |
| 2007年        | ヒセラ・ドゥルコ               | ソラナ・チルステア             | 6–7(2), 6–2, 6–2  |          |
| 2008年        | アリーゼ・コルネ               | アンドレヤ・クレパーチ         | 7–6(5), 6–3       |          |
| 2009年        | アグネシュ・サバイ             | パティ・シュナイダー           | 2–6, 6–4, 6–2     |          |
| 2010年        | アグネシュ・サバイ             | パティ・シュナイダー           | 6–2, 6–4          |          |
| 2011年        | ロベルタ・ビンチ               | イリーナ＝カメリア・ベグ       | 6–4, 1–6, 6–4     |          |
| 2012年        | サラ・エラニ                   | エレーナ・ベスニナ             | 7-5, 6-4          |          |
| 2013年        | シモナ・ハレプ                 | イボンヌ・モイスブルガー       | 6–3, 6–7(7), 6–1  |          |
| 2014年-2016年 | 開催なし                       | 開催なし                       | 開催なし          | 開催なし |
| 2017年        | ティメア・バボス               | ルーシー・サファロバ           | 6–7 (4), 6–4, 6–3 |          |

### ダブルス
| 年            | 優勝者                                            | 準優勝者                                                | 決勝結果            |          |
| ------------- | ------------------------------------------------- | ------------------------------------------------------- | ------------------- | -------- |
| 1993年        | イネス・ゴロチャテギ カロリネ・ビス               | サンドラ・チェッキーニ パトリシア・タラビーニ           | 6-1, 6-3            |          |
| 1994年-1995年 | 開催なし                                          | 開催なし                                                | 開催なし            | 開催なし |
| 1996年        | カトリナ・アダムズ デビー・グラハム               | ラトカ・バブコバ エバ・メリチャロバ                     | 6-3, 7-6(3)         |          |
| 1997年        | アマンダ・クッツァー アレクサンドラ・フセ         | エバ・マーティンコバ エレナ・ワグナー                   | 6-3, 6-1            |          |
| 1998年        | ビルヒニア・ルアノ・パスクアル パオラ・スアレス   | カタリナ・クリステア ラウラ・モンタルボ                 | 4-6, 6-1, 6-1       |          |
| 1999年        | エフゲニア・クリコフスカヤ サンドラ・ナキュク     | ラウラ・モンタルボ ビルヒニア・ルアノ・パスクアル       | 6-3, 6-4            |          |
| 2000年        | ルボミラ・バチェバ クリスティナ・トレンス・バレロ | エレナ・コスタニッチ・トシッチ サンドラ・ナキュク       | 6-0, 6-2            |          |
| 2001年        | ヤネッテ・フサロバ タチアナ・ガルビン             | ゾフィア・グバチ ドラガナ・ザリッチ                     | 6-1, 6-3            |          |
| 2002年        | エミリー・ロワ カトリン・バークレー               | エレーナ・ボビナ ゾフィア・グバチ                       | 4-6, 6-3, 6-3       |          |
| 2003年        | ペトラ・マンデュラ エレナ・タタルコワ             | コンチタ・マルティネス・グラナドス タチアナ・ペレビニス | 6-3, 6-1            |          |
| 2004年        | ペトラ・マンデュラ バルバラ・シェット             | アグネシュ・サバイ ヴィラーグ・ネーメト                 | 6-3, 6-2            |          |
| 2005年        | エミリー・ロワ カタリナ・スレボトニク             | ルルド・ドミンゲス・リノ マルタ・マレーロ               | 6-1, 3-6, 6-2       |          |
| 2006年        | ヤネッテ・フサロバ ミハエラ・クライチェク         | ルーシー・ハラデツカ レナタ・ボラコバ                   | 4-6, 6-4, 6-4       |          |
| 2007年        | アグネシュ・サバイ ブラディミラ・ウーリロバ       | マルチナ・ミュラー ガブリエラ・ナブラチロバ             | 7-5, 6-2            |          |
| 2008年        | アリーゼ・コルネ ヤネッテ・フサロバ               | ヴァネッサ・ヘンケ イオアナ・ラルカ・オラル             | 6–7(5), 6–1, [10–6] |          |
| 2009年        | アリサ・クレイバノワ モニカ・ニクレスク           | アリョーナ・ボンダレンコ カテリナ・ボンダレンコ         | 6–4, 7–6(5)         |          |
| 2010年        | ティメア・バシンスキー タチアナ・ガルビン         | ソラナ・チルステア アナベル・メディナ・ガリゲス         | 6-3, 6-3            |          |
| 2011年        | アナベル・メディナ・ガリゲス アリシア・ロソルスカ | ナタリー・グランディン ブラディミラ・ウーリロバ         | 6–2, 6–2            |          |
| 2012年        | ヤネッテ・フサロバ マグダレナ・リバリコバ         | エバ・ブリネロバ ミハエラ・クライチェク                 | 6–4, 6–2            |          |
| 2013年        | アンドレア・フラバーチコバ ルーシー・ハラデツカ   | ニーナ・ブラチコワ アンナ・タチシビリ                   | 6–4, 6–1            |          |